# Leioproctus maritimus
Leioproctus maritimus är en biart som först beskrevs av Cockerell 1936.  Leioproctus maritimus ingår i släktet Leioproctus och familjen korttungebin. Inga underarter finns listade i Catalogue of Life.